# Landisburg
Landisburg és una població dels Estats Units a l'estat de Pennsilvània. Segons el cens del 2000 tenia 195 habitants.

## Demografia
Segons el cens del 2000, Landisburg tenia 195 habitants, 78 habitatges, i 59 famílies. La densitat de població era de 752,9 habitants/km².
Dels 78 habitatges en un 34,6% hi vivien nens de menys de 18 anys, en un 61,5% hi vivien parelles casades, en un 9% dones solteres, i en un 23,1% no eren unitats familiars. En el 19,2% dels habitatges hi vivien persones soles el 12,8% de les quals corresponia a persones de 65 anys o més que vivien soles. El nombre mitjà de persones vivint en cada habitatge era de 2,5 i el nombre mitjà de persones que vivien en cada família era de 2,9.
Per edats la població es repartia de la següent manera: un 25,6% tenia menys de 18 anys, un 7,2% entre 18 i 24, un 29,7% entre 25 i 44, un 20,5% de 45 a 60 i un 16,9% 65 anys o més.
L'edat mediana era de 36 anys. Per cada 100 dones de 18 o més anys hi havia 104,2 homes.
La renda mediana per habitatge era de 31.563 $ i la renda mediana per família de 36.750 $. Els homes tenien una renda mediana de 31.786 $ mentre que les dones 22.500 $. La renda per capita de la població era de 15.379 $. Entorn del 6,8% de les famílies i el 9,4% de la població estaven per davall del llindar de pobresa.

## Poblacions més properes
El següent diagrama mostra les poblacions més properes.